# Jose Maria Arguedas (distrito)
O Distrito peruano de Jose Maria Arguedas é um dos dezenove distritos que formam a Província de Andahuaylas, situada no Apurímac, pertencente a Região Apurímac, Peru.

## Transporte
O distrito de Jose Maria Arguedas é servido pela seguinte rodovia:
- AP-107, que liga a cidade de Jose Maria Arguedas ao distrito de Tintay
- PE-30B, que liga o distrito de Coracora (Região de Ayacucho) à cidade de Andahuaylas (Região de Apurímac)[2][3][4]